# Selma Jaffé
Selma Jaffé (* 10. November 1862 in Jastrow, Westpreußen, Königreich Preußen; † 5. Februar 1935 in Berlin) war eine deutsche Tanzlehrerin und Autorin in Berlin.

## Leben
Der Vater Marcus (Mordechai) Jaffé stammte aus einer Rabbinerfamilie und war Lehrer in Westpreußen. Die Mutter war Henriette, geborene Michel. Der Bruder Ernst Jaffé wurde Kunsthistoriker. Die Familie  lebte viele Jahre in Deutsch Krone in Westpreußen und zog 1900 nach Berlin.
Selma Jaffé wurde Lehrerin. Sie arbeitete auch als Tanzlehrerin und inszenierte kleine Theaterstücke. Seit etwa 1902 war sie angestellte Mitarbeiterin des Allgemeinen Schriftstellervereins, mindestens bis 1917.
In den 1920er Jahren lebte sie als Haushaltsvorstand mit ihren beiden Schwestern in Charlottenburg in der Passauer Straße 26.

## Publikationen
Selma Jaffé veröffentlichte einige Texte sowie Bearbeitungen von Inszenierungen. Die Anstandsratgeber Der Tanz im Selbstunterricht (1918) und Der gute Ton der neuen Zeit (1920) wurden Bestseller. Alle Texte (außer Der Tanz) erschienen im Verlag von Eduard Bloch in Berlin.
- Zur Silberhochzeit des Kaiserpaares, E. Bloch Berlin, 1906
- O Haydn! Ein unterbrochenes Trio. Aufführungsscherz, [1912]
- Jungdeutschland-Mädchen. Vaterländisches Festspiel. [1915]
- Der Tanz im Selbstunterricht. Anleitung zum Erlernen der gebräuchlichsten Tänte, zum Erlernen von Anstand und Sitte. Ratgeber zum Arrangieren von Festen, Rudolph'sche Verlagsbuchhandlung Dresden, 1918 Inhaltsverzeichnis; 15. Auflage 191.–215. Tausend 1929; 19., völlig überarbeitete Auflage 1935
- Der gute Ton der neuen Zeit. Ein Handbuch für die vornehme Lebensart. 1920; 4. Auflage 38.–47. Tausend 1930

- Der Laubenkolonist. Zwiegespräch für 1 Herrn und 1 Dame, 1921

Mit anderen Autoren
- Im Zuschauerraum. Komische Intermezzi im Publikum. 1. In der Loge. Burleske Scene für 6 Herren von Julius Raabe. 2. Im Parkett. Unangebrachte Theaterstörung in 1 Auftritt von Selma Jaffé. 3. Auf dem  Amphi-Platz. Humoristisches  Intermezzo aus dem  Zuschauerraum in Aufzügen von Selma Jaffé. [1902]
- Ein Pensions-Kommers. Dramatischer Scherz. 1904, mit E. Doerrien

Bearbeitungen
- Hans Sachs: Der Roßdieb zu Fünsing. Fastnachtsspiel für 4 Personen, 1921
- Hans Sachs: Der fahrende Schüler mit dem Teufelsbeschwören. ein Fastnachtsspiel mit vier Personen. 1921
- Hans Sachs: Das heiß' Eisen Ein Fastnachtsspiel für 3 Personen. 1921

Reigen
- Bei Vater Rhein. Sechs Reigen nach Rheinliedern, 1923
- Vier Flaggenreigen nach dem deutschen Flaggenlied "Stolz weht die Flagge", 1924, (von Carl Grünwald, Franz Hoffmann)
- Rüpelreigen. 4 lustige Jungenreigen, 1924
- Elfen und Zwerge. Acht Reigen nach Schulliedern und Tänzen, 1925, Neuauflage 1930
- Märchenreigen. Sechs Reigen nach bekannten Liedern, 1926